# Bogusław Schaeffer
Bogusław Julian Schaeffer, wzgl. Schäffer (ur. 6 czerwca 1929 we Lwowie, zm. 1 lipca 2019 w Salzburgu) – polski muzykolog, kompozytor, krytyk muzyczny, dramaturg, grafik i pedagog, autor szeregu monografii i artykułów poświęconych muzyce współczesnej i historii muzyki.

## Życiorys
Jego ojciec był urzędnikiem państwowym, matka prowadziła dom, pradziadek był dyrygentem – w rodzinie pielęgnowana zatem była kultura muzyczna. Wakacje 1939 roku Bogusław spędzał na dziecięcej kolonii, z której trafił na zesłanie w głąb Rosji Sowieckiej w okolice Semipałatyńska (dzisiaj Semej w Kazachstanie), gdzie przebywał do zakończenia wojny. Najwyraźniej był to dla chłopca okres traumatycznych przeżyć, bo pisarz mówił o tamtych czasach bardzo niechętnie. Po zakończeniu wojny podjął długą samotną podróż przez Bałkany do Polski. Ostatecznie udało mu się odnaleźć rodziców i razem z nimi osiedlić się w Opolu. 
Muzyką zaczął interesować się bardzo wcześnie. Tutaj w latach 1946-49 rozpoczął naukę gry na skrzypcach i teorii muzyki. Po osiedleniu się w Krakowie studiował muzykologię na Uniwersytecie Jagiellońskim u Zdzisława Jachimeckiego oraz kompozycję w krakowskiej Państwowej Wyższej Szkole Muzycznej w klasie Artura Malawskiego uzupełniając je w 1959 u Luigiego Nono we Włoszech. Był dziennikarzem Polskiego Radia w Krakowie.
Niedługo potem Bogusław Schaeffer nawiązał ścisłą współpracę ze słynnym, awangardowym Zespołem MW 2, która trwała od chwili założenia tego Zespołu w roku 1962 do 1988. To jemu dedykował swoją, pierwszą z gatunku teatru instrumentalnego kompozycję w polskiej literaturze muzycznej – "TIS MW2". B. Schaeffer napisał potem wiele dramatów inspirowanych formą, jak n.p.: Model IV na fortepian, kilka Audiencji, Scenariusz dla nie istniejącego, lecz możliwego aktora instrumentalnego czy też Kwartet dla czterech aktorów, których prawykonania światowe dokonał Zespół MW 2.  Pierwszymi "aktorami instrumentalnymi" w krakowskim Zespole MW2 złożonym z awangardowych muzyków, dla którego Schaeffer pisał kameralne formy muzyczne, zostali aktorzy – członkowie Zespołu. Bogusław Schaeffer brał czasem udział w koncertach Zespołu MW 2 w charakterze wykonawcy: w "Theatre Piece" Johna Cage'a jako koordynator i w swojej kompozycji "blueS No. 1" jako pianista. W programach występów tego Zespołu dosyć częste były koncerty monograficzne poświęcone utworom (nieraz wykonywanym symultanicznie w kilku pomieszczeniach) Bogusława Schaeffera.
Od 1963 roku wykładał kompozycję w Akademii Muzycznej w Krakowie. Pracował jako nauczyciel akademicki na Uniwersytecie Jagiellońskim. W latach 1986–2002 wykładał kompozycję w Hochschule für Musik und darstellende Kunst „Mozarteum” w austriackim Salzburgu. Prowadził także kursy z zakresu współczesnej kompozycji, m.in. w Toruniu, Warszawie, holenderskich Utrechcie oraz Middelburgu i w angielskim Yorku oraz niemieckich Karlsruhe i Schwarzu. Od 1965 podjął współpracę ze Studiem Eksperymentalnym Polskiego Radia. Wykształcił blisko 160 uczniów różnych narodowości. Z Polski m.in. Barbara Buczek, Marek Chołoniewski, Anna Maciejasz-Kamińska, Maria Szpineter-Kuniecka i Józef Rychlik
.
Laureat wielu konkursów kompozytorskich, nagród krajowych oraz międzynarodowych. Członek słynnej Grupy Krakowskiej. W latach 1967–73 był redaktorem naczelnym periodyku "Forum Musicum". W 1970 otrzymał tytuł doktora nauk filozoficznych na Uniwersytecie Warszawskim. 
Obok kompozycji i muzykologii zajmował się także dramatopisarstwem. Jest autorem wielu sztuk teatralnych. Od 1980 napisał ich ponad 40 (kilka z nich wyreżyserował), które zostały przetłumaczone na 17 języków. W 1990 założył w Salzburgu własne wydawnictwo - Collsch Edition.
Bogusław Schaeffer to najbardziej oryginalna postać polskiego życia muzycznego. Wyróżniają go niezwykle rozległe zainteresowania twórcze, awangardowa postawa i kontrowersyjne poglądy estetyczne. Niemal w każdym swoim dziele Schaeffer rozwiązuje nowy problem kompozytorski, rzucając wyzwanie polskiemu środowisku muzycznemu i wzbudzając żywe dyskusje o podstawowych zagadnieniach nowej muzyki. Schaeffer był ponadto jednym z nielicznych przedstawicieli tzw. "trzeciego nurtu", tj. operującym elementami muzyki poważnej i jazzowej. Uprawiał również takie gatunki jak muzyka wizualna, graficzna, teatr instrumentalny, happeningi, muzyka akcji. Stefan Kisielewski nazwał go „ojcem nowej muzyki w Polsce".
W 1984 roku zrealizowano półgodzinny dokument biograficzny Bogusław Schaeffer – Poza schematem w reżyserii Małgorzaty Potockiej. W 2008 powstał film o Schaefferze pt. Solo  w reżyserii Macieja Pisarka.

## Życie prywatne
Bogusław Schaeffer był synem Władysława (urzędnika państwowego) i Julii z d. Petesz. Miał rodzeństwo - był trzecim dzieckiem. W roku 1955 ożenił się z Mieczysławą Janiną z d. Hanuszewską (1925–2009), autorką wielu książek dotyczących historii muzyki). Ich syn - Piotr Mikołaj Schaeffer - jest dziennikarzem muzycznym.

## Twórczość

### Kompozycje

#### 1950–1959
- Sonata na skrzypce solo, 1955
- Permutacje für 10 Instrumente, 1956
- Model I für Klavier, 1956
- Model II für Klavier, 1957
- Ekstrema für 10 Instrumente, 1957
- Quattro movimenti, 1957
- Tertium datur, Traktat für Cembalo und Kammerorchester, 1958
- Concerto breve für Cello und Orchester, 1959
- Koncert na kwartet smyczkowy, 1959

#### 1960–1969
- Topofonica für 40 Instrumente, 1960
- Azione a due für Klavier und elf Instrumente, 1961
- Imago musicaefür Violine und neun Begleitinstrumente, 1961
- Kody für Kammerorchester, 1961
- TIS MW2, metamusikalisches audiovisuelles Spektakel für Schauspieler, Pantomime, Ballerina und sechs Musiker, 1962-63
- S'Alto für Saxophon und Kammerorchester, 1963
- Koncert na fortepian i orkiestrę, 1967
- Symfonia: muzyka orkiestrowa, 1967

#### 1970–1979
- Free Form no. 2 (Evocazioni) für Kontrabass, 1972
- Symfonia w 9 częściach für Orchester und sechs Soloinstrumente, 1973
- Kwartet smyczkowy nr 4, 1973
- aSa für Klavicord, 1973
- tentative music für 1, 5, 9, 15, 19, 59 oder 159 Instrumente, 1973(rev.2004)
- Uwertura Warszawska (Harmonie i kontrapunkty I) für Orchester, 1975
- Missa Elettronica für Knaben- oder gemischten Chor und Tonband, 1975
- Romuald Traugutt (Harmonie i kontrapunkty II) für Orchester, 1976

#### 1980–1989
- Koncert na organy, skrzypce i orkiestrę (B-A-C-H), 1984
- missa sinfonica für Sopran, Violine, Sopransaxophon und Orchester, 1986
- Koncert na flet, harfę i orkiestrę, 1986
- Koncert na saksofon i orkiestrę, 1986
- Koncert na skrzypce, gasab-skrzypce, 2 oboje, rozek angielski i orkiestrę, 1986
- Maly koncert na skrzypce i 3 oboje, 1987
- Koncert podwójny na 2 skrzypiec i orkiestrę, 1988
- Koncert na perkusję jazzową, fortepian i orkiestrę, 1988

#### 1990–1999
- Koncert na fortepian i orkiestrę nr 3, 1988-90
- Liebesblicke, Oper, 1990
- Megasonata für Klavier, 1994
- Leopolis für Violine und Orchester, 1994
- Orchestral and Electronic Changes für verstärkte Instrumente und Orchester, 1994
- Koncert na klarnet i orkiestrę, 1995
- Sinfonia/Concerto, 1996
- Das Leben einer Stadt für Orchester, drei Soprane und elektronische Medien, 1999

#### 2000–2009
- Quartett für Saxophon, Klavier, Kontrabass und Perkussion, 2004
- EsseH für Englischhorn, 2004
- Fantasie-Impromptu für Klavier, 2004
- Koncert fortepianowy nr 6, 2005
- OSCENOI für Stimme, Klavier, Kammerensemble und elektroakustische Medien, 2005
- Koncert na orkiestrę perkusyjną für 8 Perkussionisten, Klarinette, Klavier, Violine und Kontrabass, 2005
- Koncert kontrabasowy nr 2 für Kontrabass und Kammerorchester, 2005
- Kwartet smyczkowy nr 16 (Avec une légèreté fantastique mais précise), 2006

### Dramaty
- Scenariusz dla nieistniejącego lecz możliwego aktora instrumentalnego
- Scenariusz dla trzech aktorów
- Kaczo
- Tutam
- Kwartet dla czterech aktorów
- Zorza
- Anons
- Audiencja I
- Audiencja II
- Audiencja III czyli Raj Eskimosów
- Audiencja IV
- Audiencja V
- Mroki
- Próby
- Ostatnia Sztuka[15][16]

### Publikacje muzykologiczne i popularyzatorskie
- Nowa muzyka: problemy współczesnej techniki kompozytorskiej, PWM 1958
- Mały informator muzyki XX wieku, PWM 1958
- Klasycy dodekafonii (t. 1 i 2),  PWM 1961 (t. 1) / 1964 (t. 2)
- Leksykon kompozytorów XX wieku (t. 1 – A-Ł t. 2 – M-Z), PWM 1963 (t. 1) / 1965 (t. 2)
- W kręgu nowej muzyki, Wydawnictwo Literackie 1967
- Dźwięki i znaki: wprowadzenie do kompozycji współczesnej, PWN 1969
- Muzyka XX wieku: twórcy i problemy, Wydawnictwo Literackie 1975
- Wstęp do kompozycji, PWM 1976[17]
- Dzieje muzyki, WSiP 1983
- Dzieje kultury muzycznej. Podręcznik dla klas I-II szkół średnich, WSiP 1987
- Kompozytorzy XX wieku (t. 1 – Od Mahlera do Szostakowicza, t. 2 – Od Messiæna do Caprioliego), Wydawnictwo Literackie 1990

## Odznaczenia i nagrody
Został uhonorowany m.in. Nagrodą Ministra Kultury i Sztuki (1971, 1972, 1980, 2001), Krzyżem Kawalerskim (1972), Krzyżem Komandorskim (2013) i pośmiertnie Krzyżem Wielkim (2019) Orderu Odrodzenia Polski, Nagrodą Związku Kompozytorów Polskich (1977), Nagrodą Miasta Krakowa (1977), Nagrodą Fundacji im. Alfreda Jurzykowskiego w Nowym Jorku (1999), Złotym Medalem „Zasłużony Kulturze Gloria Artis” (2006).